# 竹内優月
竹内 優月（たけうち ゆづき、2011年1月5日 - ）は、日本将棋連盟所属の女流棋士。女流棋士番号は89。東京都中央区出身。武市三郎七段門下。

## 棋歴

### 女流棋士になるまで
アマチュア選手として
2019年6月22日に行われた、第13期マイナビ女子オープンチャレンジマッチに出場、本戦・敗者戦と連敗し、予選出場には至らなかった。
2020年9月12日に行われた、第14期マイナビ女子オープンチャレンジマッチに前期に引き続き出場、本戦1回戦で1勝を挙げた後、本戦2回戦（松下舞琳戦）・敗者戦（梅津美琴戦）と連敗し、再び予選出場を逸した。
関東研修会員として
2023年1月、関東研修会に入会（C2クラス）。
2023年7月、C1クラスに昇級。
第17期マイナビ女子オープンのチャレンジマッチを勝ち抜いて一斉予選進出となり、2023年7月29日に行われた一斉予選の初戦で中村真梨花と当たることになった際、「中村先生には研究会などで何度か教えていただいたことがあるので恩返しをしたい」とコメントした。その初戦では中村の失着を逃さず大優勢になり、そのまま勝利し恩返しを果たした（次戦で頼本奈菜に敗れ本選出場はならず）。
2024年2月11日の例会において、12勝4敗の成績でB2クラスへの昇級を果たし女流2級の資格を得た。

### 女流棋士として
2024年3月1日付で日本将棋連盟（東京本部）所属の女流2級となる。
プロ入りデビュー時点において、現役最年少の女流棋士であった（2024年3月1日から2024年4月1日まで）。

### 奨励会員として
2024年度、奨励会入会試験を受験し奨励会6級に合格した（女性合格は21人目、女流棋士として17人目）。竹内は女流棋士と奨励会の重籍（里見香奈〈現・福間姓〉以来、13年ぶりの女流棋士の重籍）となり、女流棋士の活動と並行して奨励会で棋士（四段昇段）を目指すこととなった。
2025年4月、6級で二度目の降級点Bをとり、7級に降級 。

## 人物
- 棋士・女流棋士通じて初の2010年代生まれであり[1]、武市三郎七段門下から初めてプロ入りした弟子となった[1]。

- アマチュア当時（2018年7月）、佐藤天彦第76期名人就位式・祝賀会において、花束贈呈の役を務めた[8]。また、プロ入り3か月前（2023年11月）の里見香奈第5期清麗就位式でも花束贈呈の役を務めた[9]。

- 趣味は詰将棋、アンパンマン[1]。
- テレビで将棋を見て興味をもち将棋を始めた[1]。

## 昇段・昇級履歴
女流棋士として
- 2024年03月01日 - 女流2級[1] = プロ入り

奨励会員として
- 2024年09月00日 - 関東奨励会 入会（6級）[5]
- 2025年04月00日 - 7級降級[7]

## 主な成績

### 女流棋士成績
| 女流タイトル戦         |                                                                     |
| - 白玲戦・女流順位戦   | - 0第5期から参加（D級36位）                                         |
| - 清麗戦               | - 0第7期 予選敗退 ／ 過去最高：予選（1勝・再挑戦0勝、第7期）        |
| - マイナビ女子オープン | - 第18期 予選敗退 ／ 過去最高：予選進出（予選1勝、第17期）          |
| - 女流王座戦           | - 第15期 一次予選敗退 ／ 過去最高：一次予選（1勝、 第14期・第15期） |
| - 女流名人戦           | - 第52期 予選敗退 ／ 過去最高：予選（1勝、第52期）                  |
| - 女流王位戦           | - 第36期 予選敗退 ／ 過去最高：予選（0勝、第36期）                  |
| - 女流王将戦           | - 第47期 予選敗退 ／ 過去最高：予選（0勝、第47期）                  |
| - 倉敷藤花戦           | - 第33期 進行中（ベスト32、2勝）                                    |

### 年度別成績
| 年度         | 対局数 | 勝数 | 負数 | 勝率   | (出典) | 女流通算成績 | 女流通算成績 | 女流通算成績 | 女流通算成績 | 女流通算成績 |
| ------------ | ------ | ---- | ---- | ------ | ------ | ------------ | ------------ | ------------ | ------------ | ------------ |
| 2023年度     | 0      | 0    | 0    | ----   | [ 10 ] | 対局数       | 勝数         | 負数         | 勝率         | (出典)       |
| 2024年度     | 17     | 8    | 9    | 0.4705 | [ 11 ] | 17           | 8            | 9            | 0.4705       | [ 12 ]       |
| 通算         | 17     | 8    | 9    | 0.4705 | [ 12 ] |              |              |              |              |              |
| 2024年度まで |        |      |      |        |        |              |              |              |              |              |

### アマチュア時代の戦績
女流公式棋戦
プロアマ戦 1勝1敗
- 2023年、第17期マイナビ女子オープン 予選決勝進出（1勝1敗）
  - 2023年07月29日 対 中村真梨花女流四段 戦で勝利[13]
  - 2023年07月29日 対 頼本奈菜女流初段 戦で敗退[13]

アマチュア参加棋戦
- 女流棋戦 アマチュア予選
  - 2023年04月、第13期女流王座戦 アマチュア予選（東日本）決勝ブロック進出
  - 2023年07月、第17期マイナビ女子オープン#チャレンジマッチ 上位3名入り（予選出場権獲得）
  - 2023年07月、第17回白瀧あゆみ杯争奪戦 新人登竜門戦 アマチュア予選トーナメント出場[14]
- アマチュア棋戦
  - 2020年08月、第14回小学生女子将棋名人戦 全国大会 関東甲信ブロック代表[15]
  - 2021年10月、第15回小学生女子将棋名人戦 全国大会 3位[16]
  - 2021年09月、第53期女流アマ名人戦 名人戦クラス 3位[17][18]
  - 2022年08月、第13回小学生駒姫名人戦 名人クラス 準優勝[19][20]
  - 2022年08月、第16回小学生女子将棋名人戦 全国大会 優勝[21]
  - 2023年08月、第44回全国中学生選抜将棋選手権大会 女子の部3位[22]
  - 2023年08月、第15回中学生女子将棋名人戦 全国大会 準優勝[23]